# Maya l'abeille (série télévisée d'animation)
Pour les articles homonymes, voir Maya l'abeille.
Maya l'abeille (みつばちマーヤの冒険, Mitsubachi Māya no Bōken) est une série télévisée d'animation ouest germano-austro-japonaise créée par Nisan Takahashi d'après le roman de Waldemar Bonsels, Maya l'abeille et ses aventures.
La production initiale compte 52 épisodes de 22 minutes et a été diffusée à partir du 1er avril 1975 sur TV Asahi. En France, elle a été diffusée à partir du 16 septembre 1978 sur TF1 et au Québec à partir du 1er juillet 1983 sur Premier Choix, puis en clair à partir du 23 septembre 1984 à Radio-Québec.
Une deuxième série également en 52 épisodes de 22 minutes, intitulée en japonais Shin Mitsubachi Māya no Bōken, a été créée en 1982 en coproduction avec l'Allemagne de l’Ouest.
En 2008, Studio 100 fait l'acquisition de la société allemande EM Entertainment qui était jusqu'alors propriétaire de la série télévisée,. Le studio produit une première saison en images de synthèse de 78 épisodes de 13 minutes, diffusée sur Tiji à partir du 5 septembre 2012, puis sur Gulli à partir de janvier 2016. Une seconde saison de 52 épisodes est diffusée à partir de 2017.

## Synopsis
La série met en scène les aventures de la jeune abeille Maya qui, à peine sortie de son alvéole, n'a qu'une envie : découvrir le monde en compagnie de ses amis Willy l'abeille, Flip la sauterelle, Max le ver de terre et Alexandre la souris.

## Fiche technique
- Titre original : みつばちマーヤの冒険 / 新みつばちマーヤの冒険 (Mitsubachi Maya No Bôken et Shin Mitsubachi Maya No Bôken / Die Biene Maja)
- Titre français : Les Aventures de Maya l'abeille (1re série) ; Les Nouvelles Aventures de Maya l'abeille / Maya l'abeille
- Réalisation : Seiji Endô, Hiroshi Saitô (1re série), Mitsuo Kaminashi (2e série) ; Daniel Duda et Jérôme Mouscadet (3e série)
- Scénarios : Nizô Takahashi (supervision), Tomomi Tsutsui, Naoko Miyake, Yûji Amemiya, Akira Nakahara, Tadayoshi Ishida (1re et 2e séries) ; Delphine Maury et Théo de Maroussin (3e série) d'après le roman de Waldemar Bonsels, Maya l'abeille et ses aventures
- Direction artistique : Masahiro Ioka (1re série), Torao Arai (2e série) ; Jan Van Rijsselberge (3e série)
- Character Design : Marty Murphy, Susumu Shiraume, Hayao Nobe (1re série), Kiki Saitô (2e série)
- Story-boards : Shirô Murata, Hiroshi Yoshida, Atsuen Takagi, Tadayoshi Ishida, Hiroshi Jinzenji, Kunihiko Okazaki, Tôru Sakata, Motosuke Takahashi, Yûji Nunokawa, Kôichi Naka, Hiromichi Yanagi (1re et 2e séries)
- Layout : Yasuji Mori (1re et 2e séries)
- Photographie : Keishichi Kuroki (1re série), Masayuki Hirono (2e série)
- Musique : Karel Svoboda (VF), Takashi Ogaki (VO) (1re et 2e séries) ; Fabrice Aboulker (3e série)
  - Générique français interprété par Nadine Delanoë et Brigitte Winstel (1re et 2e séries)
- Production : Tadayoshi Watanabe, Yoshihiro Ôba (1re série), Sojirô Masuko, Eiko Tanaka (2e série)
- Sociétés de production : Zuiyô Eizô, Taurus (1re série), Nippon Animation, Apollo Film  (2e série), Studio 100 (3e série)
- Pays d'origine :  Japon,  Autriche,  Allemagne
- Format :
  - couleur - 35 mm - 1,33:1 - son mono (1re et 2e séries)
  - couleur - 3D CGI HD - 1,78:1 - son stéréo (3e série)
- Genre : animation
- Nombre d'épisodes : 104 (1re et 2e séries) ; 130 épisodes (3e série)
- Durée : 22 min. (1re et 2e séries) ; 13 min. (3e série)
- Dates de première diffusion :
  - Japon : 1er avril 1975 (1re série) ;
  - France : 16 septembre 1978 (1re série) ; 5 septembre 2012 (3e série)
  - Canada : 1er juillet 1983 (1re et 2e séries)

## Distribution

### Voix françaises

#### Première et deuxième série (1975 - 1983)
- Nadine Delanoë : Maya
- Didier Rousset : Willy
- Maurice Baquet : Flip
- Catherine Lafond : Mlle Cassandre, qui éduque les jeunes abeilles
- Dominique Paturel : Alexandre le Grand, la souris
- Élisabeth Margoni : la coccinelle
- Marie-Françoise Sillière : le papillon
- Érik Colin : Jérôme le mille-pattes / Jean le taon
- Jean-Pierre Rambal : Max le ver de terre
- Pierre Plessis : le bourdon
- Marcelle Lajeunesse : l'éphémère /Nick
- Claude Rollet : le colonel des fourmis

#### Troisième série (2012 - 2013)
- Angela Mit : Maya
- Sauvane Delanoë : Willy
- Xavier Fagnon : Flip / Paul la fourmi / le juge Ciredabeille
- Alexandra Garijo : Melle Cassandre / la Reine / Lara
- Tony Marot : Max / Béatrice / Kurt
- Emmanuel Garijo : Barry
- Camille Donda  : Ben
- Magali Rosenzweig : Shelby / Thekla

Adaptation : Alexa Donda ; Direction artistique : Françoise Blanchard

## Épisodes

### Première série (1975 - 1976)
1. La Naissance de Maya
2. Maya apprend à voler
3. Maya et la Libellule Chnouck
4. Maya chez les fourmis
5. Maya et la Mouche Puck
6. Maya et l'Araignée Tecla
7. Maya éteint l'incendie
8. Willy devient fourmi
9. Max le Ver de terre solitaire
10. Maya et la grenouille
11. Maya et Liline sous la pluie
12. Maya et la Luciole Jimmy
13. Maya et la Grand-mère Criquet
14. Flip champion de la forêt
15. Maya et le Bébé chenille
16. Maya et les Intrus
17. Maya et le Mille-pattes Jérôme
18. Flip pris au piège
19. Tecla prend ses désirs pour des réalités
20. Maya et la Punaise
21. Quand on est imprudent, il faut creuser longtemps
22. Maya, fourmi d'occasion
23. Comment le grillon fut délivré
24. Maya, Willy et Flip explorateurs
25. Le Faux Frelon héroïque
26. L'Invasion des criquets
27. Maya et l'Elfe
28. Le Docteur escargot
29. La Chenille sans famille
30. Voyage dans une bouteille de soda
31. Un drôle de moineau
32. La Géante Maya
33. Maya et Willy fuient devant l'ennemi
34. Ferdinand fait une cure d'amaigrissement
35. Flip et son double
36. Maya trouve un chien pour une puce
37. Maya et Willy passent l'hiver
38. Le Retour du printemps
39. Jacky le papillon de nuit
40. La Bataille des pucerons
41. La Mouche
42. Le Cancrelat fanfaron
43. Maya sauve les termites
44. Pas gai d'être une taupe quand on est un grillon
45. Des œufs, encore des œufs, toujours des œufs
46. Gustave le vaillant et Emma la taupe
47. La Fourmi qui n'avait pas envie de jouer
48. Gudule le tricheur
49. Le Concours de beauté
50. Maya et Willy navigateurs
51. Maya prisonnière des frelons
52. Maya triomphe

Source : TVDB

### Deuxième série (1982 - 1983)
1. Alexandre le grand (ou Maya rencontre Alexandre le Grand)
2. Willy court et gagne (ou Du poison au menu)
3. Le Vol interplanétaire de Maya (ou Les petits êtres verts)
4. Alexandre imprésario (ou Concert en plein air)
5. Plus on est de fous plus on rit (ou High Society)
6. Alexandre somnambule et le fromage fantôme (ou Les mystérieux voleurs de fromage)
7. Le Cirque des puces (ou Sauts de puces)
8. Le Marathon de la forêt (ou Le Marathon)
9. Maya et les Ovnis (ou Panique dans la prairie)
10. Maya et la Princesse Tecla (ou La Reine Maya)
11. Alexandre se fait prendre (ou Un drôle de piège à souris)
12. Les gens de la ville sont parfois utiles (ou La Visite des citadins)
13. Willy et les Gangsters (ou Willy monte la garde)
14. Maya et l'Extra-terrestre (ou La Venue du martien)
15. Puck fonce tous azimuts (ou Docteur escargot)
16. La Souris qui vole (ou La Souris volante)
17. Maya et le Roi (ou Grand combat aérien)
18. Le frère d'Alexandre fait de l'esclandre (ou Un charme irrésistible)
19. La Grande Invasion (ou Attaque en masse)
20. Le Tournoi des cinq prairies (ou Vive le football)
21. La Tempête (ou Un jour pluvieux)
22. Un drôle de cinéma (ou Quand le vent s'en mêle)
23. Tricher n'est pas jouer (ou Grande compétition dans les airs)
24. À quelque chose malheur est bon (ou Le Scarabée bonheur)
25. Le Fourmilion qui voulait chanter (ou Le Vilain Émile)
26. Les loubards font du chambard (ou Des hôtes indésirables)
27. Alexandre amnésique (ou Qui suis-je ?)
28. Quel bluffeur ! (ou Un pique-nique mouvementé)
29. Il faut sauver Willy (ou Willy en captivité)
30. L'Alexandrophone
31. La Clef du mystère (ou Où sont passés Flip et Willy ?)
32. L'Effet boomerang (ou Professeur Alexandre)
33. Péril de mort pour Maya et Willy (ou Une proie peu digeste)
34. La Princesse Béatrice
35. Pépé casse-pieds (ou Monsieur Je-sais-tout)
36. Alexandre n'est pas un ingrat (ou Après moi le déluge)
37. Flip amoureux (ou Une bonne feinte)
38. Une tarentule c'est bien utile (ou La Tarentule)
39. Le castor n'a pas tort (ou Enfin les pieds au sec !)
40. Les moustiques attaquent en piqué (ou Les Petits Voyous de la prairie)
41. Au temps des belles manières (ou Les Bonnes et les Mauvaises Manières)
42. Une visite royale (ou La Visite de la reine)
43. Willy prince héritier (ou Une grosse méprise)
44. Le Grand Slalom (ou Compétition de ski sur herbe)
45. Maya fait naufrage (ou Bon Voyage)
46. Willy, abeille géante (ou La Statue géante de Willy)
47. Alexandre astronome (ou Sur la voie lactée)
48. Maya répare les cœurs brisés (ou Déclarations d'amour)
49. L'union fait la force (ou Un simple manque d'exercice)
50. Willy hiberne en été (ou La glace est rompue)
51. Une visite au paradis (ou Le Paradis de Jacob)
52. Maya ministre de l'éducation (ou Le Festival des fleurs)

Source : TVDB

### Troisième série (2012 - 2013)
Saison 1 (2012)
1. La Bouteille de Willy
2. Gare à l'ours
3. Les Messagers de la reine
4. Le Juge Ciredabeille
5. Sortie royale
6. Le Grand Slim
7. La Ruche au bois dormant
8. Apparences trompeuses
9. Philibert
10. Choruche Line
11. Un cricri dans la nuit
12. Poudre d'aile
13. À la conquête de la boule
14. Crac !
15. Belles de nuit
16. La Horde sauvage
17. Le Voyage de madame Piqueprune
18. Willy déménage
19. À l'aide Maya
20. Poux poux pidou
21. Permis de voler
22. Personne n'en pince pour Dino
23. Mère Courage
24. Le Gâteau de la reine
25. La Ronde des chenilles
26. Les Malheurs de Syrphie
27. Le Rêve de Shelby
28. Guêpes-apens
29. Le Jardin de Maya
30. Max est amoureux
31. Thekla dans tous ses états
32. Rock'n ruche
33. Relaxe, Max !
34. Un amour de guêpe
35. Willy, roi des pucerons
36. Willy a peur de son ombre
37. Météo sur commande
38. Y'a pas de lézard
39. À la recherche de la bouse perdue
40. L'Éclipse solaire
41. La Cabane d'Henri
42. La Naissance de Maya
43. L'Envol
44. La Ruche hantée
45. La Fête des naissances
46. Des ailes de champion
47. Le Sceptre de la reine
48. La Nuit des géants
49. Petite abeille deviendra grande
50. Molly démolit
51. Les Lunettes de Barry
52. À vos souhaits Mlle Cassandre
53. Le Réveil-matin
54. Maya, commandant en chef
55. Le Fruit défendu
56. Merci les guêpes
57. Willy prend la mouche
58. Reine d'un jour
59. La Corde sensible
60. Willy perd la mémoire
61. La Pelote arc-en-ciel
62. Gourmandes Grenouilles
63. Libellule Express
64. Que le spectacle commence !
65. Vol de nuit
66. Une nouvelle à la ruche
67. Le Nouveau Shelby
68. Willy fait du zèle
69. Maya et la Butineuse modèle
70. Motus et bouche cousue
71. Un ami pour le chêne
72. Zig le zouave
73. Le Grand Méchant Pince-oreille
74. Tombée du ciel
75. Au travail Willy!
76. Doc Bagou
77. Panne de bave
78. Une surprise pour Maya

Saison 2 (2017)

## Droits dérivés
- Les personnages des séries télévisées furent utilisés dans différents pays par de nombreuses entreprises pour les produits les plus divers.
- L'éditeur allemand Bastei Verlag produisit entre 1976 et 1981 une série de bande dessinée (163 épisodes) reprise dans plusieurs autres pays, par exemple l'éditeur Brugera en Espagne ou l'éditeur Rhodania en langue française. Aujourd’hui de nombreuses entreprises s’associent à la marque Maya l’abeille : Art & Craft (fèves), Bulkypix (applications mobiles et mini jeux en ligne), Sodirep (textile), Arkopharma (gelée royale),…